# Hollaback Girl
Hollaback Girl är en låt av den amerikanska sångerskan Gwen Stefani från hennes första soloalbum Love. Angel. Music. Baby.. Låten släpptes som albumets tredje singel i början av 2005 och var en av årets mest populära låtar, med en topplacering inom topp tio på de flesta av listorna den medverkade på. Den nådde nummer ett i Australien och USA, där den blev den första digitala singeln att sälja en miljon exemplar.

## Låtlista
Europeisk CD singel
1. "Hollaback Girl" (Album Version) – 3:20
2. "Hollaback Girl" (Hollatronix Remix av Diplo) – 2:17

Europeisk CD maxi-singel
1. "Hollaback Girl" (Album Version) – 3:20
2. "Hollaback Girl" (Hollatronix Remix av Diplo) – 2:17
3. "Hollaback Girl" (Instrumental) – 3:20
4. "Hollaback Girl" (Video) – 3:20

Amerikansk 12" singel
A1. "Hollaback Girl" (Dancehollaback Remix med Elan) – 6:53
A2. "Hollaback Girl" (Dancehollaback Remix Clean med Elan) – 6:52
A3. "Hollaback Girl" (Dancehollaback Remix Radio med Elan) – 4:02
B1. "Hollaback Girl" (Hollatronic Remix) – 2:43
B2. "Hollaback Girl" (Dancehollaback Remix Instrumental) – 6:50
B3. "Hollaback Girl" (Dancehollaback Remix A Capppella) – 6:19